# تسويق ميداني
التسويق الميداني هو فرع تقليدي من فروع التسويق، ويشمل قيام الأشخاص بتوزيع أو تدقيق أو بيع أو تقديم نماذج للعروض الترويجية «ميدانيًا».
ويُنظر إلى التسويق الميداني على مدار التاريخ باعتباره أداة اتصال أحادية الاتجاه. ويقوم الفرد المسؤول عن الترويج بتسليم رسالة تحتوي على العلامة التجارية إلى المستهلك سواء من خلال وسيط في صورة عينة أو جزء من البضاعة أو منشورات.
في العصر الحالي، قد يشمل التسويق الميداني أيضًا اتصالاً ثنائي الاتجاه مثل طلب إدلاء تعليقات بشأن عينة ما أو دعوة المستهلكين للتعقيب على الماركة (العلامة التجارية) في الإعلام الاجتماعي.

## الأهمية
يتميز التسويق الميداني عن جميع أنشطة التسويق المباشرة الأخرى بسبب التسويق عن طريق الاتصال الشخصي المباشر وجهًا لوجه. ويشمل التسويق الميداني عروض البيع التي تستهدف شريحة كبيرة من الناس والترويج والتدقيق وعروض المنتجات والتسويق التجريبي وتنظيم عروض الطرق والأحداث والتفتيش الخفي. وهذه الفروع، سواء منفردة أو مجتمعة، تطور الماركات وتقدم عند تنفيذها عائدًا حقيقيًا واضحًا على الاستثمار (ROI) لمالك الماركة. وتعد هذه ميزة ومنفعة أساسية للتسويق الميداني - رؤية
نفقات التشغيل وهي تؤدي إلى تحقيق عائد محدد.